# Cynoglossum divaricatum
Cynoglossum divaricatum là loài thực vật có hoa trong họ Mồ hôi. Loài này được Steph. ex Lehm. mô tả khoa học đầu tiên năm 1818.